# Annāmalainagar
Annāmalainagar är en ort i Indien.   Den ligger i distriktet Cuddalore och delstaten Tamil Nadu, i den södra delen av landet, 1 900 km söder om huvudstaden New Delhi. Annāmalainagar ligger 4 meter över havet och antalet invånare är 8 827.
Terrängen runt Annāmalainagar är mycket platt. Runt Annāmalainagar är det tätbefolkat, med 591 invånare per kvadratkilometer. Närmaste större samhälle är Chidambaram, 4,6 km väster om Annāmalainagar. Trakten runt Annāmalainagar består till största delen av jordbruksmark.